# فرودگاه نکواگا بی
فرودگاه نکواگا بی (به انگلیسی: Nekweaga Bay Airport) یک فرودگاه خصوصی است که یک باند فرود رس و ماسه دارد و طول باند آن ۶۷۱ متر است. این فرودگاه در کشور کانادا قرار دارد و در ارتفاع ۴۰۲ متری از سطح دریا واقع شده‌است.